# Ostrov nad Oslavou
Ostrov nad Oslavou (německy Ostrau an der Oslawa) je městys v okrese Žďár nad Sázavou v Kraji Vysočina. Jeho součástí je místní část Suky. Celkem zde žije přibližně 1 000 obyvatel.

## Historie
První písemná zmínka o obci pochází z roku 1356.
S účinností od 1. prosince 2006 byl 10. listopadu 2006 obci vrácen status městyse.

## Obyvatelstvo
| Rok            | 1869 | 1880 | 1890 | 1900 | 1910 | 1921 | 1930 | 1950 | 1961 | 1970 | 1980 | 1991 | 2001 | 2006 | 2013 |
| -------------- | ---- | ---- | ---- | ---- | ---- | ---- | ---- | ---- | ---- | ---- | ---- | ---- | ---- | ---- | ---- |
| Počet obyvatel | 956  | 912  | 839  | 804  | 748  | 762  | 706  | 674  | 742  | 804  | 815  | 873  | 887  | 892  | 960  |

## Školství
- Mateřská škola Ostrov nad Oslavou
- Základní škola Ostrov nad Oslavou

## Doprava
Městysem prochází silnice 1. třídy č. 37. Koncem roku 1953 byla uvedena do provozu železniční trať Havlíčkův Brod - Brno s železniční stanicí Ostrov nad Oslavou ve svahu severovýchodně nad zastavěnou částí obce.

## Části městyse
- Ostrov nad Oslavou
- Suky

## Pamětihodnosti
- Santiniho hostinec (půdorys písmene W)
- kostel svatého Jakuba Staršího
- Socha svatého Jana Nepomuckého
- boží muka

## Galerie

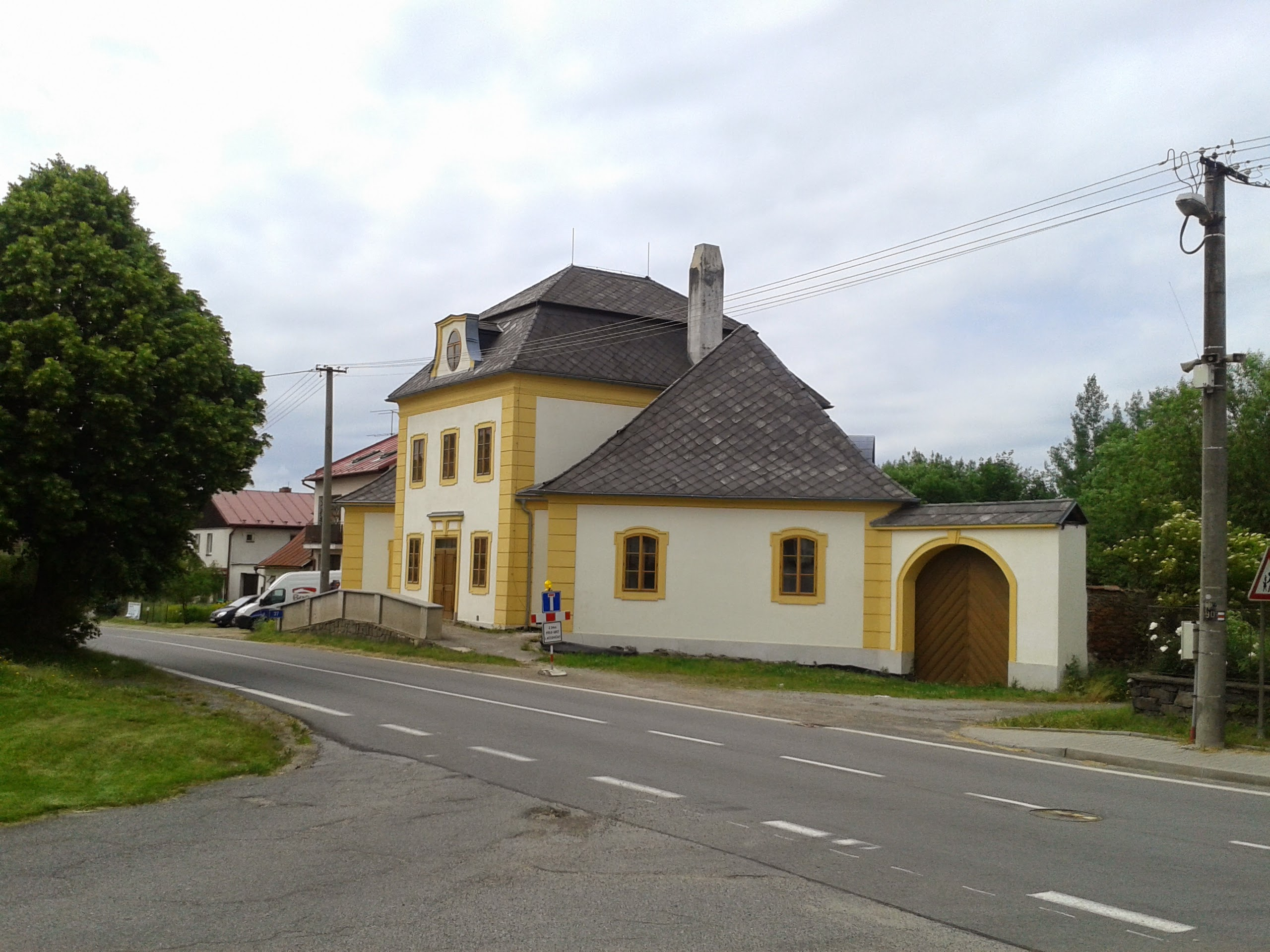
Santiniho zájezdní hostinec
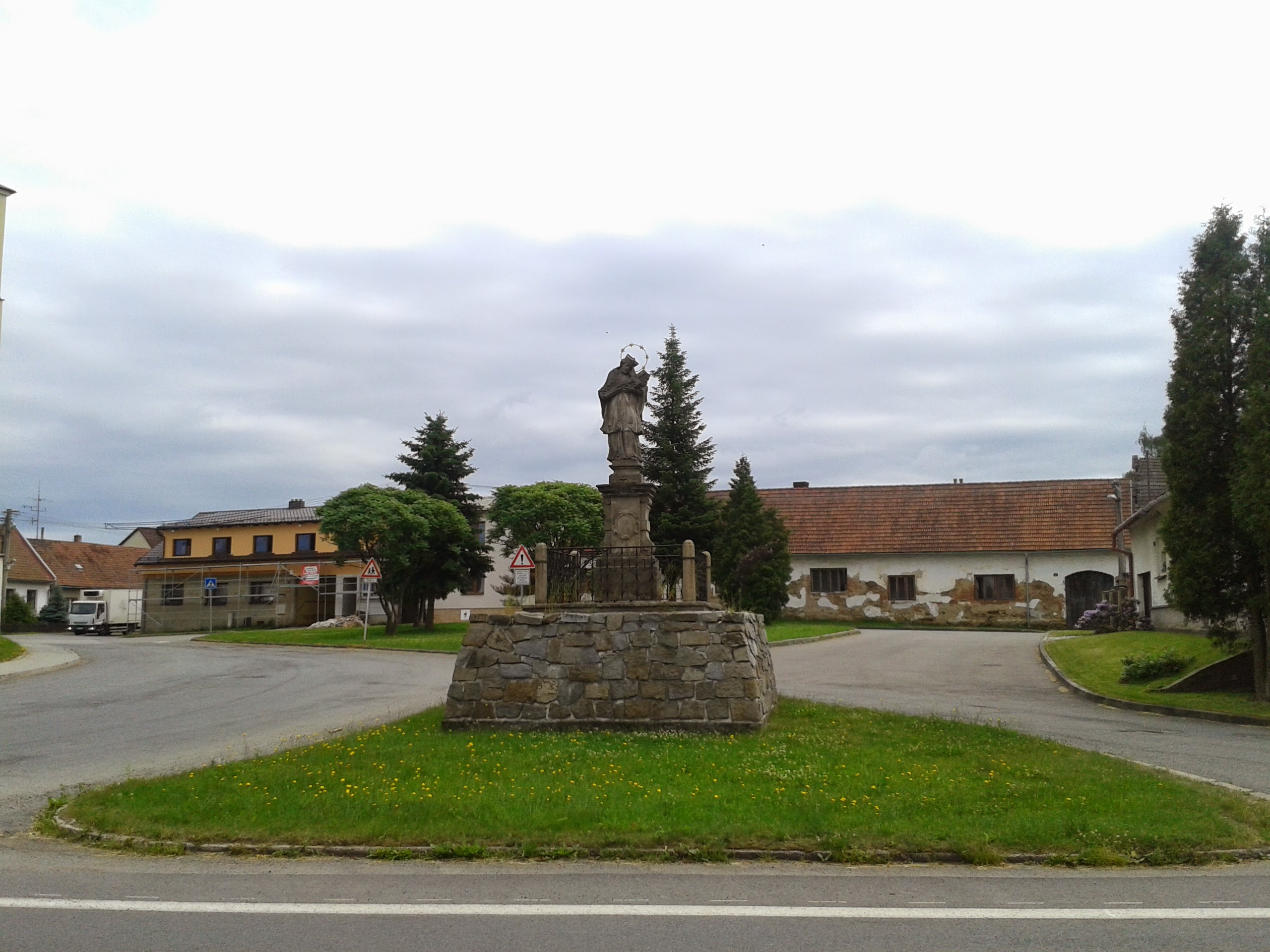
Socha svatého Jana Nepomuckého
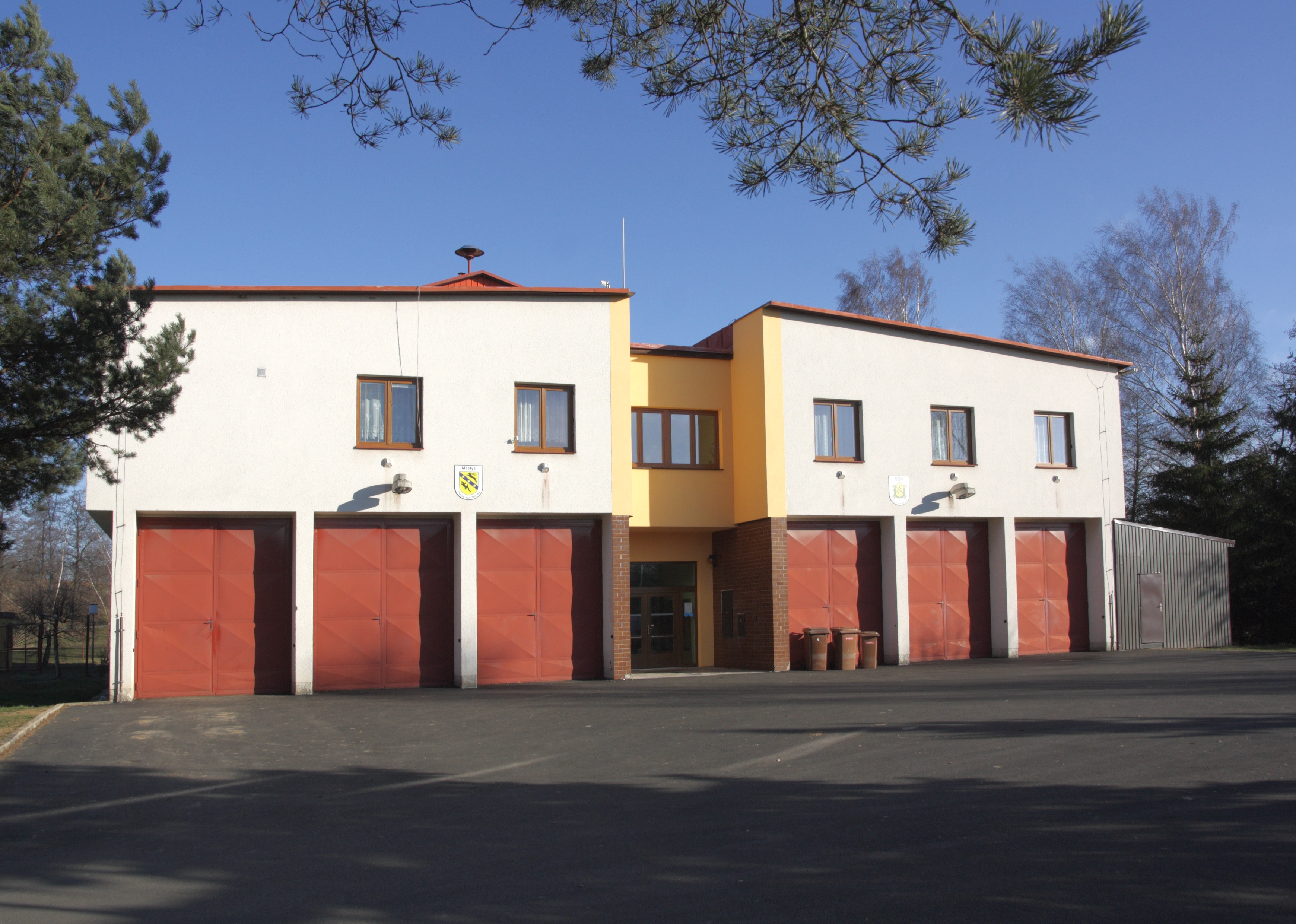
Hasičská zbrojnice
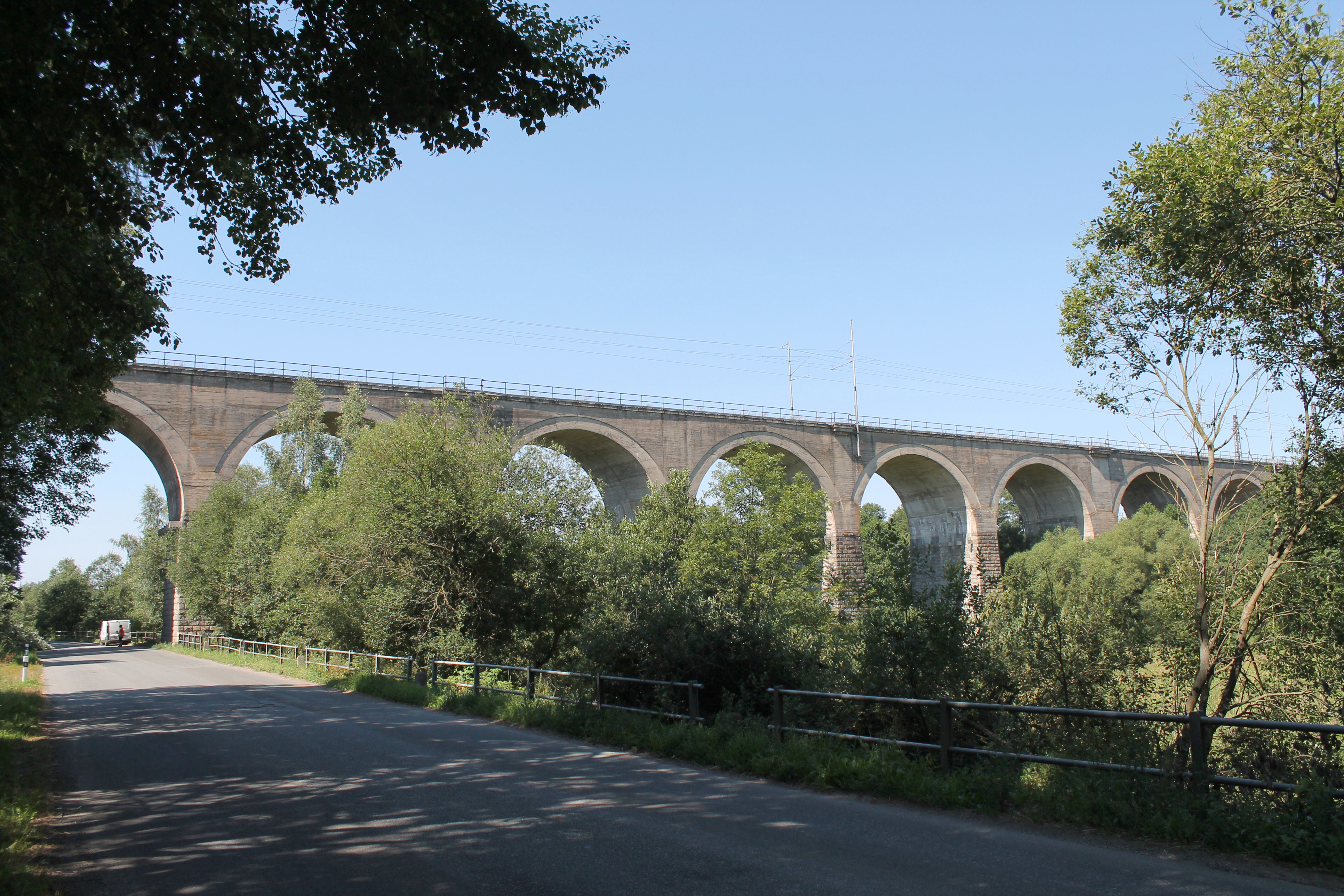
Železniční viadukt